# 漪汾桥
37°52′23″N 112°31′53″E / 37.87297°N 112.53136°E
漪汾桥，是位于中华人民共和国山西省太原市万柏林区的一个跨汾河的桥梁。

## 沿革
1990年后，由于太原市住宅建设发展，汾河西岸的兴华小区大规模开发，促使汾河两岸交通压力骤然增加。为了方便交通，1992年建成漪汾桥，并于同年10月1日正式通车，时为七孔下承式拱桥。王月幸率领的中铁十七工程局在施工中，采用支架军用梁墩拼装支架灌筑法，解决大跨度灌筑拱施工的难题。2008年拓宽改造，增加其与滨河东西路连接的立交匝道。

## 图像

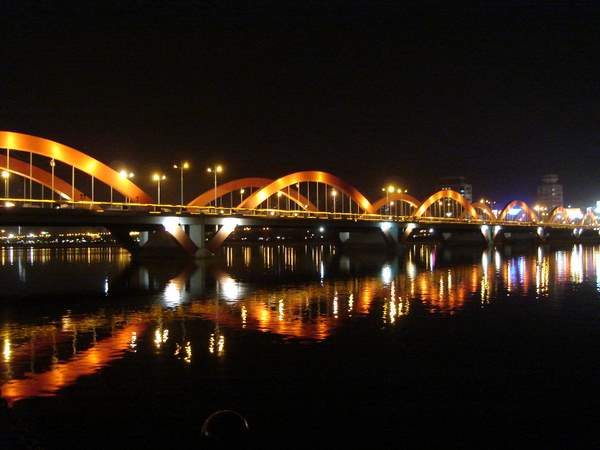
2006年的漪汾桥
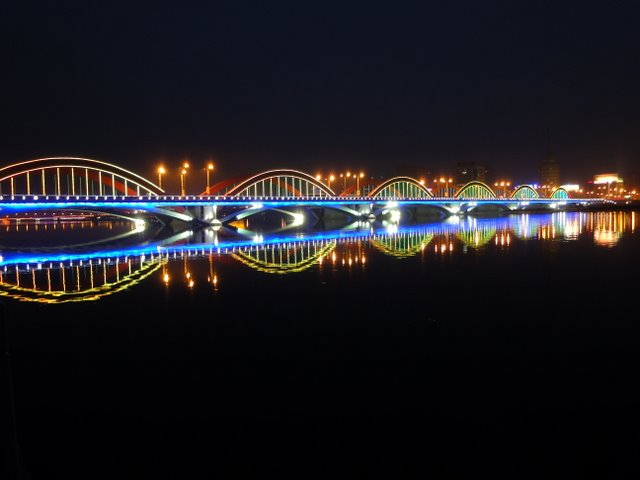
2010年的漪汾桥